# Gainesville (Florida)
Gainesville és una població dels Estats Units d'Amèrica, seu del comtat d'Alachua, a l'estat de Florida. Gainesville va saltar als mitjans de comunicació mundials quan una congregació cristiana d'uns 50 parroquians liderats pel pastor Terry Jones, va convocar una crema d'alcorans per commemorar els atemptats de l'11 de setembre de 2001 sota el lema l'"Islam és del dimoni" (Islam is of the devil). Aquesta convocatòria fou rebuda amb rebuig a Kabul, Afganistan, on hi havia soldats de l'OTAN entre elles tropes estatunidenques dirigides pel general David Petraeus, que respongué que "aquesta acció individual posaria en perill la vida dels soldats nord-americans i l'èxit de la missió militar".

## Demografia
Segons el cens del 2009 tenia 114.375 habitants. Segons el cens del 2000, Gainesville tenia 95.447 habitants, 37.279 habitatges, i 18.341 famílies. La densitat de població era de 764,9 habitants/km².
Dels 37.279 habitatges en un 22,3% hi vivien nens de menys de 18 anys, en un 32,5% hi vivien parelles casades, en un 13,3% dones solteres, i en un 50,8% no eren unitats familiars. En el 32,6% dels habitatges hi vivien persones soles el 7,9% de les quals corresponia a persones de 65 anys o més que vivien soles. El nombre mitjà de persones vivint en cada habitatge era de 2,25 i el nombre mitjà de persones que vivien en cada família era de 2,9.
Per edats la població es repartia de la següent manera: un 17,8% tenia menys de 18 anys, un 29,4% entre 18 i 24, un 26,7% entre 25 i 44, un 16,4% de 45 a 60 i un 9,8% 65 anys o més.
L'edat mitjana era de 26 anys. Per cada 100 dones de 18 o més anys hi havia 94,2 homes.
La renda mitjana per habitatge era de 28.164 $ i la renda mitjana per família de 44.263 $. Els homes tenien una renda mitjana de 31.090 $ mentre que les dones 25.653 $. La renda per capita de la població era de 16.779 $. Entorn del 15,3% de les famílies i el 26,7% de la població estaven per sota del llindar de pobresa.

## Poblacions més properes
El següent diagrama mostra les poblacions més properes.